# Monoxenus infraflavescens
Monoxenus infraflavescens là một loài bọ cánh cứng trong họ Cerambycidae.